# GNU arch
GNU arch是一个分布式版本控制软件，它是GNU计划的一部分，并在GNU通用公共许可证下授权。
截至2009年，GNU arch的官方状态是“已弃用”，仅仅提供安全性修复。
Bazaar（或称'bzr'）此后也成为了正式的GNU项目，可以考虑作为GNU arch的替代。但注意bzr不是GNU arch的一个复刻。

## 批评
GNU arch的最常见的批评是它很难学，甚至对于那些有其他软件配置管理系统经验的用户也是如此。尤其是GNU arch有大量的命令，一些设计元素受Lord个人品味的影响太多太多，这阻碍了GNU arch的新用户。
也有人批评GNU arch采用极不寻常的文件命名约定，这给在脚本中使用它、在一些shell中使用它、将它移植到非Unix操作系统带来了困难。GNU arch还因其运行缓慢一直被批评，而这竟然作为其设计决策一部分，以减少内部代码的复杂性的。